# Wrong Side of the Daylight
Wrong Side of the Daylight er debutalbummet fra den danske singer-songwriter Thomas Ring, der vandt X Factor 2010. Det blev udgivet den 7. marts 2011 på Sony Music. Albummet debuterede på andenpladsen af album-hitlisten, med 3202 solgte eksemplarer i den første uge, og blev i maj 2011 certificeret guld for 10.000 solgte eksemplarer. Wrong Side of the Daylight har pr. januar 2012 solgt 14.945 eksemplarer.

## Spor
| #   | Titel                                       | Sangskriver(e)                                       | Længde |
| --- | ------------------------------------------- | ---------------------------------------------------- | ------ |
| 1.  | "Break the Silence"                         | Thomas Ring                                          | 3:47   |
| 2.  | "Leave a Light On"                          | Ring                                                 | 3:43   |
| 3.  | "Taking the Easy Way Out"                   | Ring                                                 | 3:51   |
| 4.  | "Lost in Space"                             | Ring, Peter Bjørnskov, Lene Dissing                  | 4:41   |
| 5.  | "What Stops Us Now?"                        | Ring                                                 | 3:16   |
| 6.  | "I'm Still Gonna Write You a Song"          | Ring                                                 | 3:13   |
| 7.  | "Catching Shooting Stars"                   | Ring, John Garrison                                  | 2:51   |
| 8.  | "The Sun, the Moon and the Weather Balloon" | Ring                                                 | 4:00   |
| 9.  | "Wasted on a Saturday"                      | Ring, Garrison                                       | 3:37   |
| 10. | "Song Without a Sound"                      | Ring, Bjørnskov                                      | 3:42   |
| 11. | "Valentine"                                 | Ring (musik og tekst), Morten Routh Sørensen (tekst) | 4:02   |

| 12. | "My Hand in Your Pocket" | Ring | 4:02 |
| 13. | "Diamond"                | Ring | 4:09 |
| 14. | "Leave a Light On"       | Ring | 3:51 |
| 15. | "Break the Silence"      | Ring | 3:35 |

- De fem numre fra EP'en Another Side of the Daylight udkom som bonus spor i en Deluxe Edition af albummet den 1. decemember 2011, med "Leave a Light On" og "Break the Silence" i akustiske versioner.

## Hitlister og certificeringer
| Hitliste (2011) | Højeste placering |
| --------------- | ----------------- |
| Danmark         | 2                 |

| Hitliste (2011) | Placering |
| --------------- | --------- |
| Danmark         | 29        |

| Land (Organisation) | Certificering |
| ------------------- | ------------- |
| Danmark (IFPI)      | Guld          |